# Hans Vöcking
Hans Vöcking WV (* 15. Februar 1940 in Gronau, Westfalen) ist ein deutscher Ordensmann und Islamwissenschaftler. 

## Leben
Hans Vöcking absolvierte nach dem Besuch der Volksschule in Gronau eine kaufmännische Lehre und machte anschließend das Abitur. Er studierte an der Ordenshochschule der Weißen Väter in Trier Philosophie und im belgischen Löwen Katholische Theologie. Nachdem Vöcking der Missionsgesellschaft der Weißen Väter beigetreten und zum Priester geweiht worden war, ging er für das Studium der Arabistik und der Islamwissenschaft 1970 nach Algerien, 1971 nach Rom und 1973 wieder zurück nach Algerien.
1974 wurde Hans Vöcking Leiter eines Dokumentationszentrums für entwicklungspolitische Fragen in Oran (Algerien). Ab 1978 leitete er 20 Jahre lang die in Frankfurt/Main von den Weißen Vätern neu gegründete Christlich-islamische Begegnungs- und Dokumentationsstelle (CIBEDO); sie fördert – seit 1998 als Fachstelle der Deutschen Bischofskonferenz – den interreligiösen Dialog und das Zusammenleben von Christen und Muslimen. Ab 1998 lehrte er am Päpstlichen Institut für arabische Studien in Rom.
2002 wurde Hans Vöcking von der Kommission der Bischofskonferenzen der Europäischen Gemeinschaft als Berater und als Experte für den christlich-islamischen Dialog nach Brüssel gerufen. Seit 2013 lebt Hans Vöcking in Köln. Für seine Verdienste um die Förderung des christlich-islamischen Dialogs in Deutschland und in Europa wurde ihm am 29. April 2014 die Ehrendoktorwürde der Philosophisch-Theologischen Hochschule Vallendar (PTHV) der Pallottiner verliehen und im Oktober 2014 das Bundesverdienstkreuz am Bande.

## Schriften
- Michael Mildenberger, Hans Vöcking (Hrsg.): Islamische und christliche Feste (= Beiträge zur Ausländerarbeit, Band 6). Lembeck, Frankfurt am Main 1984, ISBN 3-87476-218-1
- Hans Vöcking, Hans Zirker, Udo Tworuschka, Abdoldjavad Falaturi: Analyse der katholischen Religionsbücher zum Thema Islam (Studien zur internationalen Schulbuchforschung. Schriftenreihe des Georg-Eckert-Instituts, hrsg. von E. Henrichs, Band 53: Der Islam in den Schulbüchern der Bundesrepublik Deutschland, hrsg. von A. Falaturi, Teil 3), Georg-Eckert-Institut für Internationale Schulbuchforschung, Braunschweig 1988, ISBN 3-88304-253-6
- als Herausgeber: Nostra Aetate und die Muslime. Eine Dokumentation. Herder, Freiburg i. Br., Basel, Wien 2010, ISBN 978-3-451-30391-3
- Fasziniert von Afrika. Die Afrikamissionare Weisse Väter in Deutschland. Herder, Freiburg 2018, ISBN 978-3-451-38289-5.